# Anja Dalhoff
Anja Dalhoff (født: 29. maj 1953, i København) er en dansk filminstruktør og manuskriptforfatter. I 2008 modtog hun Europas Kvinders Pris for hendes dokumentarfilm Når månen er sort omhandlende kvindehandel i Danmark. Filmen har været vist på CNN

## Filmografi
- 2007 – Natasha Is Not For Sale
- 2007 – Når månen er sort
- 2006 – Seks år med Lissi og Michael 1-3
- 2005 – Nye Tider – Andre Fællesskaber
- 2005 – Fountain House – Et vindue mod Verden
- 2004 – Ung i en pornotid (tv-dokumentar)
- 2003 – Mit liv som skotte (tv-dokumentar)
- 2002 – De vilde unge
- 2001 – Rod i familien
- 1999 – Drengen der ville være bjørn
- 1998 – Cecilies verden
- 1998 – Nelvys og ånderne
- 1997 – Rejsen med Mai
- 1996 – Babylon i Brøndby
- 1996 – Velkommen hjem, Leila
- 1994 – Brown Sugar
- 1994 – Tæt på livet
- 1993 – En skæv start
- 1993 – Lulus dagbog
- 1993 – To år med Randi
- 1992 – Lykken er at blive hørt
- 1991 – Gadens børn
- 1990 – Politiaktion Vesterbro
- 1989 – Når de små synger
- 1989 – Vi leger lige
- 1988 – Tidlige trin